# Volney Howard

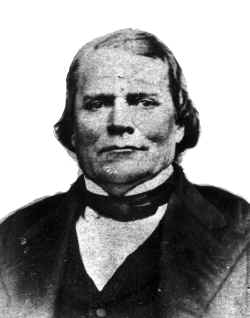
Volney Howard

Volney Erskine Howard (* 22. Oktober 1809 in Norridgewock, Massachusetts; † 14. Mai 1889 in Santa Monica, Kalifornien) war ein US-amerikanischer Politiker. Zwischen 1849 und 1853 vertrat er den Bundesstaat Texas im US-Repräsentantenhaus.

## Werdegang
Der im heutigen Maine geborene Volney Howard besuchte die öffentlichen Schulen seiner Heimat sowie die Bloomfield Academy und das Waterville College. Nach einem anschließenden Jurastudium und seiner 1832 erfolgten Zulassung als Rechtsanwalt begann er in Brandon (Mississippi) in diesem Beruf zu arbeiten. Im Jahr 1836 wurde er Abgeordneter im Repräsentantenhaus von Mississippi. Damals war er auch Gerichtssprecher (Reporter) des Supreme Court of Mississippi. Politisch war er Mitglied der Demokratischen Partei. Im Jahr 1840 kandidierte er erfolglos für den Kongress. Damals war er auch Herausgeber einer Zeitung. Über New Orleans gelangte Howard nach San Antonio in Texas. Er wurde 1846 für sechs Monate der erste Attorney General des neuen Bundesstaates. Außerdem war er Delegierter auf der verfassungsgebenden Versammlung von Texas.
Bei den Kongresswahlen des Jahres 1848 wurde Howard im zweiten Wahlbezirk seines Staates in das US-Repräsentantenhaus in Washington, D.C. gewählt, wo er am 4. März 1849 die Nachfolge von Timothy Pilsbury antrat. Nach einer Wiederwahl konnte er bis zum 3. März 1853 zwei Legislaturperioden im Kongress absolvieren. Diese waren von den Diskussionen über die Sklaverei bestimmt. Im Jahr 1852 wurde Howard nicht wiedergewählt.
Nach dem Ende seiner Zeit im US-Repräsentantenhaus arbeitete er als Anwalt in San Francisco und dann in Los Angeles. Zwischen 1861 und 1870 war er in seiner neuen Heimat Bezirksstaatsanwalt. In den Jahren 1878 und 1879 nahm er als Delegierter an einer Versammlung zur Überarbeitung der Staatsverfassung teil. 1879 wurde Volney Howard zum Richter am Superior Court of Los Angeles ernannt. Aus gesundheitlichen Gründen konnte er dieses Amt aber nur für eine Amtszeit ausüben. Er starb am 14. Mai 1889 in Santa Monica und wurde in Los Angeles beigesetzt.
Nach ihm ist Howard County in Texas benannt.